# Jaques-Louis Reverdin
Pour les articles homonymes, voir Reverdin.
Jaques Louis Reverdin est un chirurgien et naturaliste suisse, né le 28 août 1842 à Cologny et mort le 9 janvier 1929  à Pregny. On lui doit les premières greffes cutanées.

## Biographie

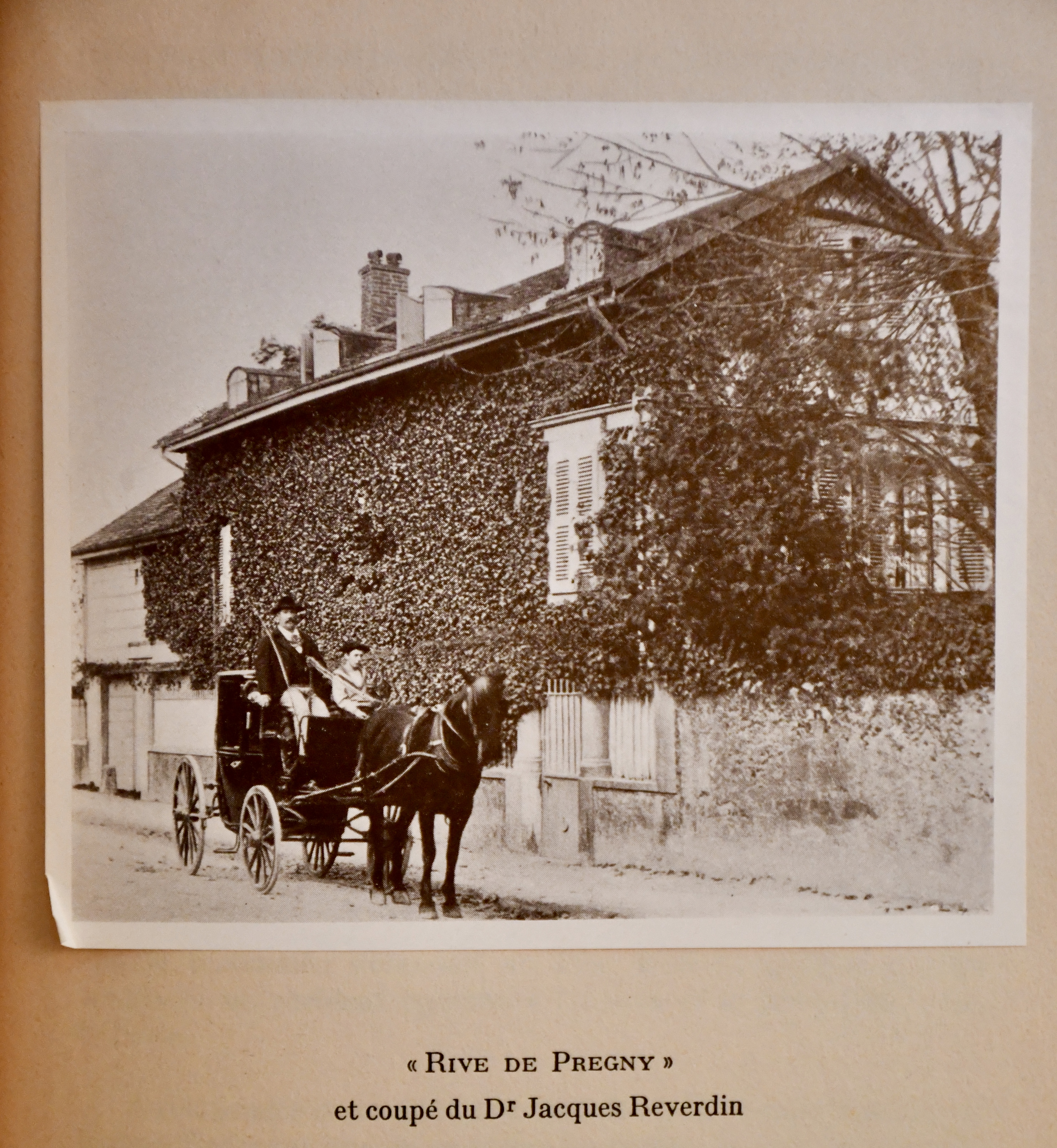
Jaques-Louis Reverdin devant sa maison, Rive de Pregny, où il vécut de 1882 à 1896.

Jaques-Louis Reverdin est issu d’une famille huguenote installée à Genève en 1709. Il grandit à Frontenex, où il reçoit une éducation alliant foi, discipline et liberté dans la nature. Élève brillant, il obtient un double baccalauréat en sciences naturelles et en lettres à l’Académie de Genève, avant de partir étudier la médecine à Paris, Genève n’ayant pas encore de faculté dédiée.
Son intérêt pour la médecine est influencé par sa famille : son grand-père, François Mayor, est connu pour avoir découvert les bruits du cœur du foetus en 1818, il donne aussi le premier cours de médecine légale à Genève. Son oncle, Isaac Mayor, enseigne l’anatomie et la physiologie à la Faculté des sciences. Tout au long de ses études, Jaques Reverdin reste en contact avec sa famille, cherchant l’avis et l’approbation de son oncle sur ses travaux.
Après ses études à Paris (1862), il devient interne en 1865. Il enseigne la pathologie externe et les techniques à la faculté de médecine de Genève .
Il est notamment l'auteur de Greffe épidermique, expérience faite dans le service de M. le Docteur Guyon à l'hôpital Necker et des Leçons de chirurgie de guerre. Il donne son nom à une technique de greffe de peau. Son nom a aussi été donné à une maladie de la thyroïde.
Jaques Louis Reverdin fonda la Revue médicale de la Suisse romande et inventa une aiguille à suturer révolutionnaire. Il fut également le responsable de l'ambulance suisse lors de la guerre franco-prussienne de 1870. De retour à Genève en 1872, il devient chirurgien en chef de l’Hôpital cantonal, puis professeur à la Faculté de médecine dès 1876. Pendant plus de 30 ans, il enseigne la pathologie et la médecine opératoire. En 1898, il pratique l’autopsie d’Elisabeth de Bavière (« impératrice Sissi »), assassinée à Genève.
Parallèlement, il mène des recherches appliquées. En 1879, il présente à la société de chirurgie de Paris deux innovations : un pulvérisateur de poche polyvalent et une aiguille à suturer à chas mobile, récompensée par une médaille d’or à l’Exposition nationale suisse de 1896. Il consacra la fin de sa vie aux lépidoptères.
Il a deux fils, Isaac (1884-1940), médecin et Henri, professeur de philosophie, il écrira une biographie de son père.